# 儀間真謹
儀間 真謹（ぎま しんきん、1896年 - 1989年）は、日本の空手家。儀間派松濤館流最高師範。鹿島建設参与、沖縄空手道協会会長、全日本空手道連盟相談役、全日本空手道志誠会連合名誉会長等を歴任した。

## 来歴
沖縄県首里区（現那覇市）出身。旧制東京商科大学（現一橋大学）卒業。1912年糸洲安恒、屋部憲通に師事。1922年船越義珍の手伝いとなり、1923年船越より初段を授与される。日本空手協会技術顧問、甲府市立甲府商業高等学校校長を経て、鹿島建設参与に就任し、同社空手道部師範となる。沖縄空手道協会会長、全日本空手道連盟相談役、儀間派松濤館流会長、全日本空手道志誠会連合名誉会長を歴任した。1956年十段。

## 著書
- 『対談 近代空手道の歴史を語る』ベースボール・マガジン社 1986年